# Holungen
Holungen is een voormalige gemeente in de Landkreis Eichsfeld in de Duitse deelstaat
Thüringen. Op 1 december 2011 ging de voormalige gemeente op in de landgemeente Sonnenstein.
Holungen ligt aan de Uerdinger Linie, in het traditionele gebied van het Nederduitse dialect Oostfaals, niet ver van de grens van Nedersaksen. Een buurgemeente van Holungen is Bischofferode.